# HMCS Toronto (FFH 333)

HMCS Toronto (FFH 333) - фрегат класу Halifax, який служить у канадських військах з 1993 року.  Торонто - четвертий корабель у своєму класі, який називається Канадським проектом патрульних фрегатів .  Він є другим судном (і фрегатом) з назвою HMCS Торонто .  Коли він не на операціях, він приписаний до Морських Сил Атлантики (MARLANT) і базується на CFB Halifax .  Торонто служить місіям MARLANT, захищаючи суверенітет Канади в Атлантичному океані і виконуючи канадські закони в її територіальних водах і виключній економічній зоні.

## Опис і дизайн
Дизайн фрегатів класу Halifax, до якого належить Торонто , був замовлений канадськими військами в 1977 році як заміна старіючим  Сен-Лорану , Рестігуш , Маккензі і Аннаполісу   класиам ескортних есмінців , яким було доручено боротися з підводними загрозами .   У липні 1983 року федеральний уряд схвалив бюджет на розробку та будівництво першої партії з шести нових фрегатів, частиною з яких був Торонто , з дванадцяти, які згодом були побудовані.   Щоб відобразити зміну довгострокової стратегії ВМС у 1980-х і 1990-х роках, фрегати класу « Галіфакс» були розроблені як військовий корабель загального призначення з особливим акцентом на анти-підводних можливостях. 
Водотоннажність  - 4830 тонн. Максимальна довжина 134,65 м, ширина — 16,36 м, осадка — 4,98 м. В цілому, корабель вийшов більшим, ніж есмінці типу «Ірокез». Рушій корабля — два гвинти регульованого кроку, які працюють від ЕУ CODOG, що включає в себе дві газотурбінні установки General Electric LM2500 і дизельний двигун SEMT Pielstick. Корабель розвиває швидкість до 29 вузлів. При русі на дизельному двигуні зі швидкістю 15 вузлів, дальність плавання становить 7000 миль.

### Озброєння
Для пошуку і знищення підводних човнів на відстані від корабля, фрегат несе на борту протичовновий вертоліт CH-124 Sea King. Вертоліт може здійснювати зліт і посадку при хвилюванні до 6 балів. Для ураження підводних човнів поблизу, фрегат має на озброєнні протичовнові торпеди Mark 46, що запускаються з двох торпедних апаратів.
Протикорабельне озброєння складається з двох пускових установок ракет «Гарпун», розташованих у середній частині корпусу між ангаром і трубою. Протиповітряна оборона забезпечується пусковими установками ЗРК «Сі Сперроу»(Sea Sparow, Морський горобець), а для відбиття повітряних атак поблизу корабель озброєний ЗАК «Phalanx», встановленим на даху вертолітного ангара.
У носовій частині корабля встановлена 57-мм артилерійська установка Bofors SAK 57, скорострільність становить 220 пострілів за хвилину, дальність ведення вогню — 17 км
На озброєнні корабля є два комплекси постановки перешкод Shield Mark 2, виробництва BAE Systems. Є комплекс протиторпедного захисту AN/SLQ-25 Nixie.
Дві РЛС управління вогнем SPG-503 (STIR 1.8) виробництва Thales Nederland розташовані на даху містка і на майданчику перед ангаром. Також кораблі оснащені РЛС повітряного огляду AN/SPS-49, РЛС виявлення надводних цілей Ericsson HC150 Sea Giraffe і навігаційної РЛС Kelvin Hughes type 1007. Гідроакустичне озброєння складається з підкильної ГАС AN/SQS-510 і комплексу CANTASS з буксируваною антеною.

### Модернізація
Клас « Галіфакс» пройшов програму модернізації, відому як програму модернізації класу «Галіфакс», з метою оновлення можливостей фрегатів у боротьбі з сучасними меншими, більш швидкими та мобільними загрозами.  Це стосувалося модернізації командно-контрольних, радіолокаційних, комунікаційних, електронних і озброєних систем.  Подальші вдосконалення, такі як модифікація судна для розміщення нових вертольотів Сікорського CH-148 Cyclone і супутникових каналів зв'язку, здійснюватимуться окремо від головної програми Frigate Life Extension (FELEX). 
Програма FELEX включала модернізацію інтеграції бойових систем до CMS330.  Радіолокатор SPS-49 2D для далекого повітря був замінений на Thales Nederland SMART-S Mk   2 станції радіолокаційні спостереження E / F-діапазону 3D, а також два радіолокаційні станції STIR 1.8 були замінені парою радіолокаційних станцій Saab Ceros 200.  Був встановлений  Telephonics IFF Mode 5 / S, і система Elisra NS9003A-V2HC ESM замінила модуль SLQ-501 CANEWS.  Була встановлена багатоканальна система обробки даних Link (Link 11, Link 16 і Link 22), а також два радіолокатора Raytheon Anschütz Pathfinder Mk II.  Крім того, система заміни боєприпасів Rheinmetall (MASS), відома як MASS DUERAS, була введена для заміни системи приманки Plessey Shield.  Існуючі 57мм Мк 2 гармати були модернізовані до Mk 3 стандарту, ракети Harpoon були покращені до рівнів Block II, Phalanx була підвищена до блоку 1B, а застаріла система Sea Sparrow була замінена Evolved Sea Sparrow Missile . 

## Історія служби
Торонто було закладено 22 квітня 1989 року компанією Saint John Shipbuilding Ltd. в Сент-Джон, Нью-Брансвік, і спущено 18 грудня 1990 року.  Фрегат був введений до складу канадських військ 29 липня 1993 року в Торонто , Онтаріо і мав символ класифікації корпусу FFH 333. 
У 1994 році Торонто прибув в Адріатичне море на підтримку блокади НАТО в Югославії .  У 1995 році з « Галіфаксом» і « Terra Nova» Торонто відплив до Європи, здійснивши серію портових візитів на честь закінчення Другої світової війни в Європі.  У тому ж році корабель брав участь у військово-морській операції НАТО Linked Seas off Portugal.  У 1996 році , Торонто плавав шляхом Святого Лаврентія і Великих озер відвідавши кілька портів. 
У 1998 році Торонто приєднався до флоту НАТО STANAVFORLANT в січні.  10 лютого корабель був переведений до Перської затоки для надання допомоги у виконанні санкцій проти Іраку.   Під час операції корабля фрегат обслуговувався флотом США .    Корабель повернувся до Канади 16 червня.  5 грудня Торонто відплив на Близький Схід в рамках операції "Аполлон" у війні в Афганістані .  Корабель повернувся до Канади 27 травня 2002 року.     Влітку 2005 року Торонто здійснив черговий тур Великими озерами. 
У 2014, Торонто був переведений на Чорне море для операції Reassurance у відповідь на російську інтервенцію в Центральній та Східній Європі.  Торонто Task Unit 2 (TU.02) і працював у співпраці з фрегатом іспанського флоту Almirante Juan de Borbón і керував фрегатом Румунського флоту Реджеле Фердінандом і американським військово-морським руйнувачем USS Росс , а також з іншими кораблями з Болгарії, Грузії , Туреччини та України. 
8 вересня 2014 року Торонто провокаційно облітали два російські літаки Су-24 і російський літак спостереження.   У листопаді 2014 року шість членів екіпажу допомагали боротися з вогнем під час відпустки на березі в Анталії, Туреччина.   Під час перебування в Середземному морі 25 грудня 2014 року Торонто постраждав від пожежі у своєму приміщенні допоміжних машин.  Під час розгортання фрегату, Торонто брав участь у трьох військово-морських навчаннях і керував цільовим підрозділом 2 (Task Unit 2) під час роботи в Чорному морі.  Фредеріктон замінив корабель у січні 2015 року. 
У березні 2019 увійшов в Чорне море, прямуючи до Одеси. Разом з іспанським фрегатом Santa María (F-81) брав участь у навчаннях у Чорному морі під час українських виборів.

## Зображення

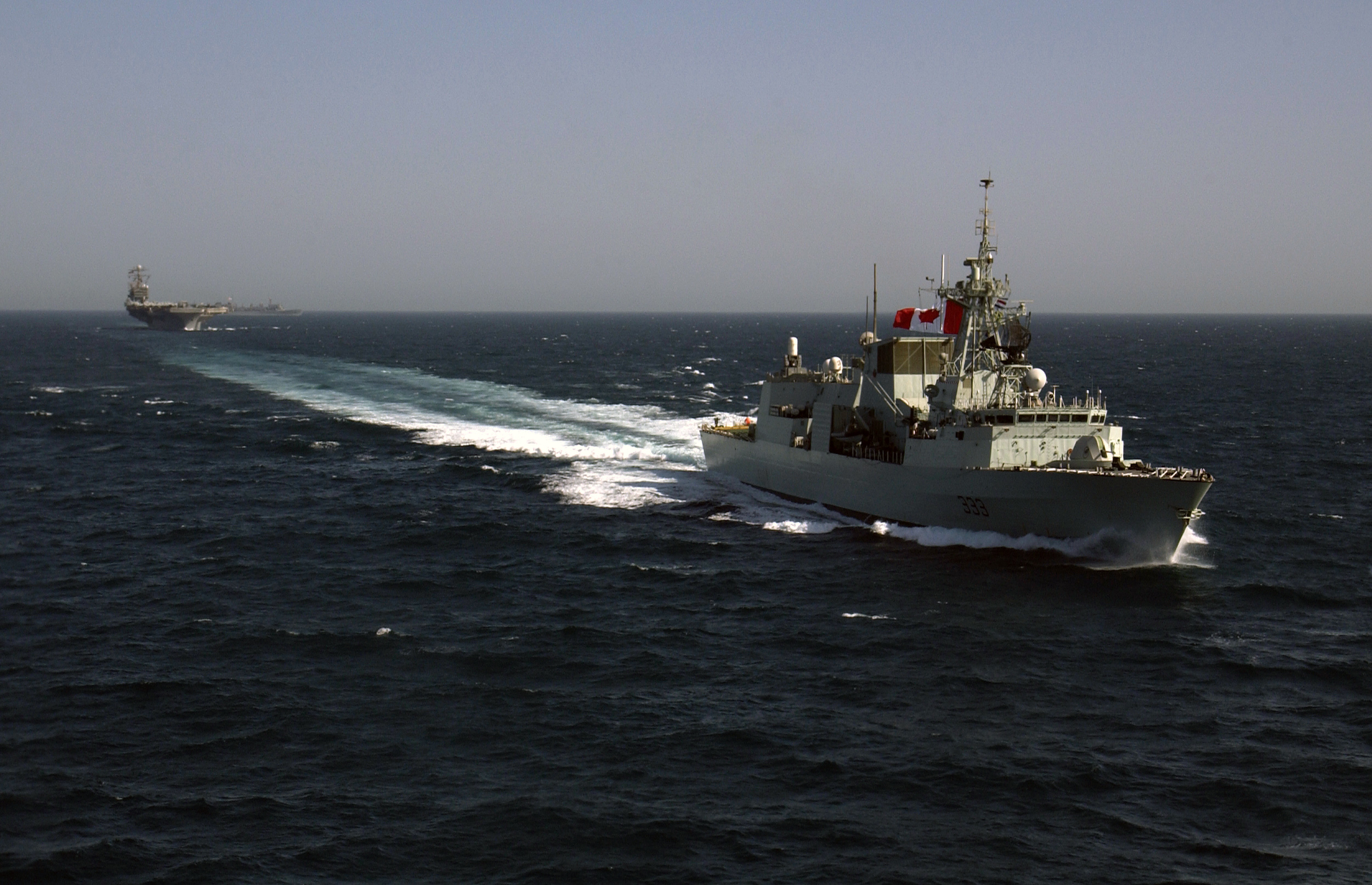
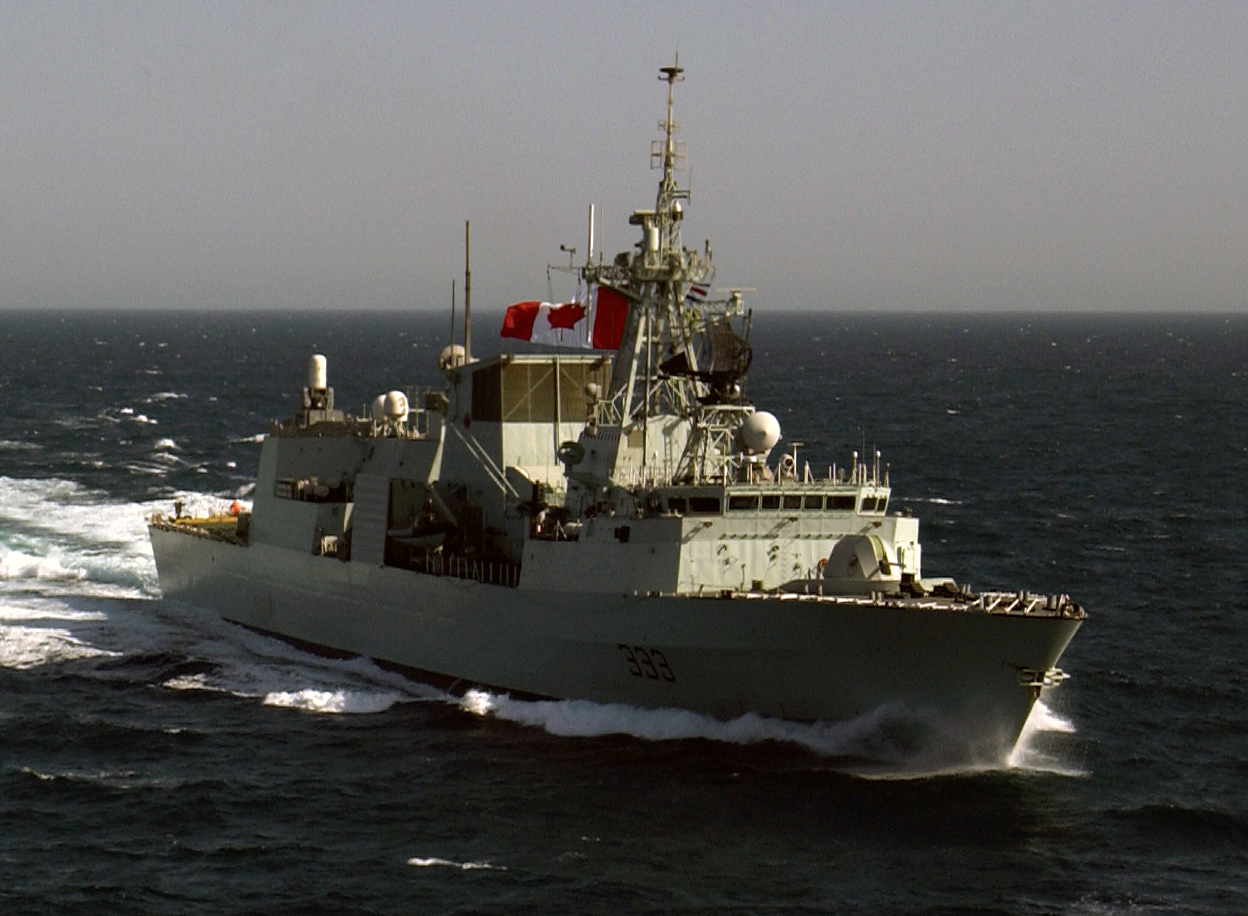
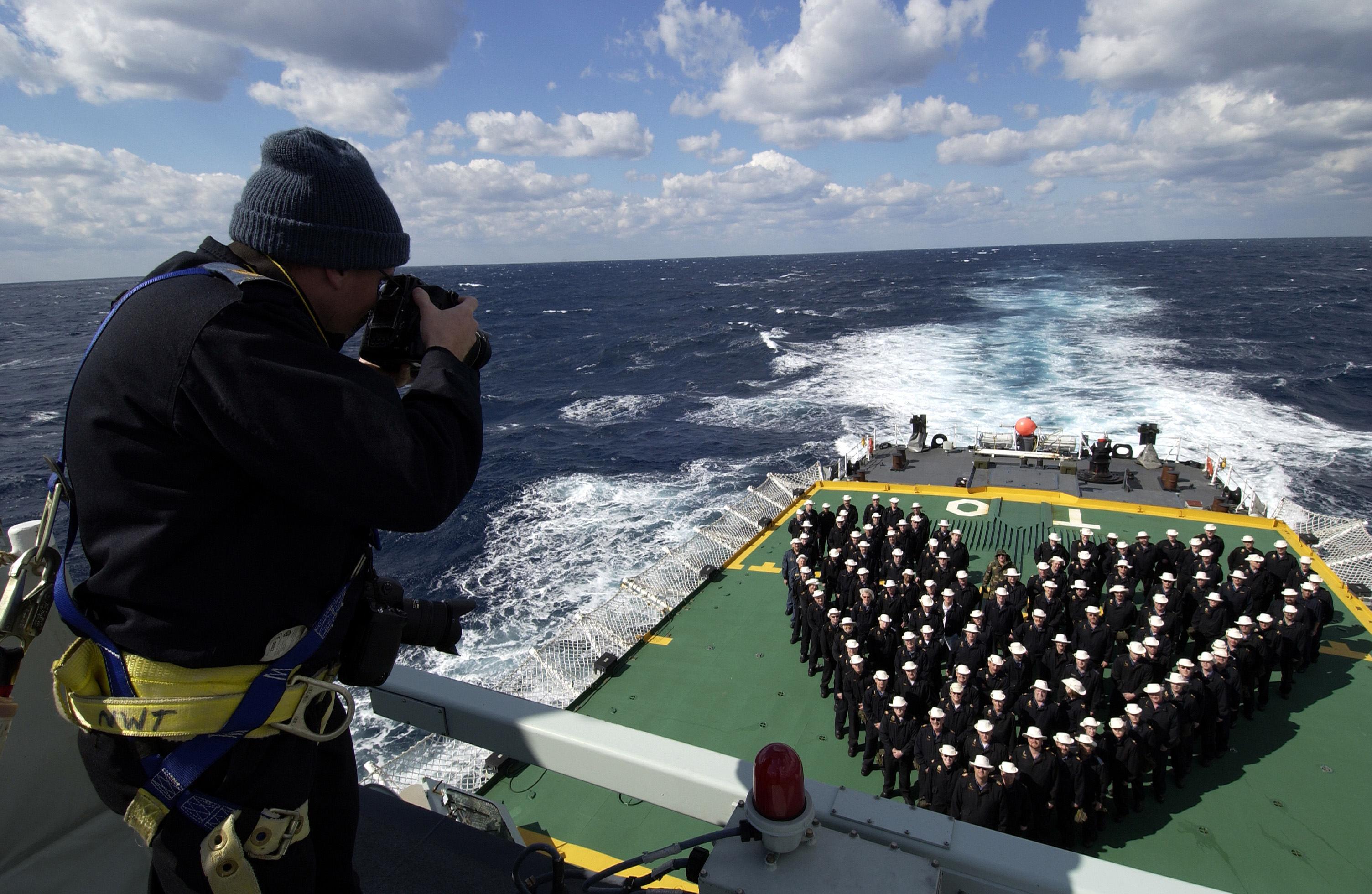
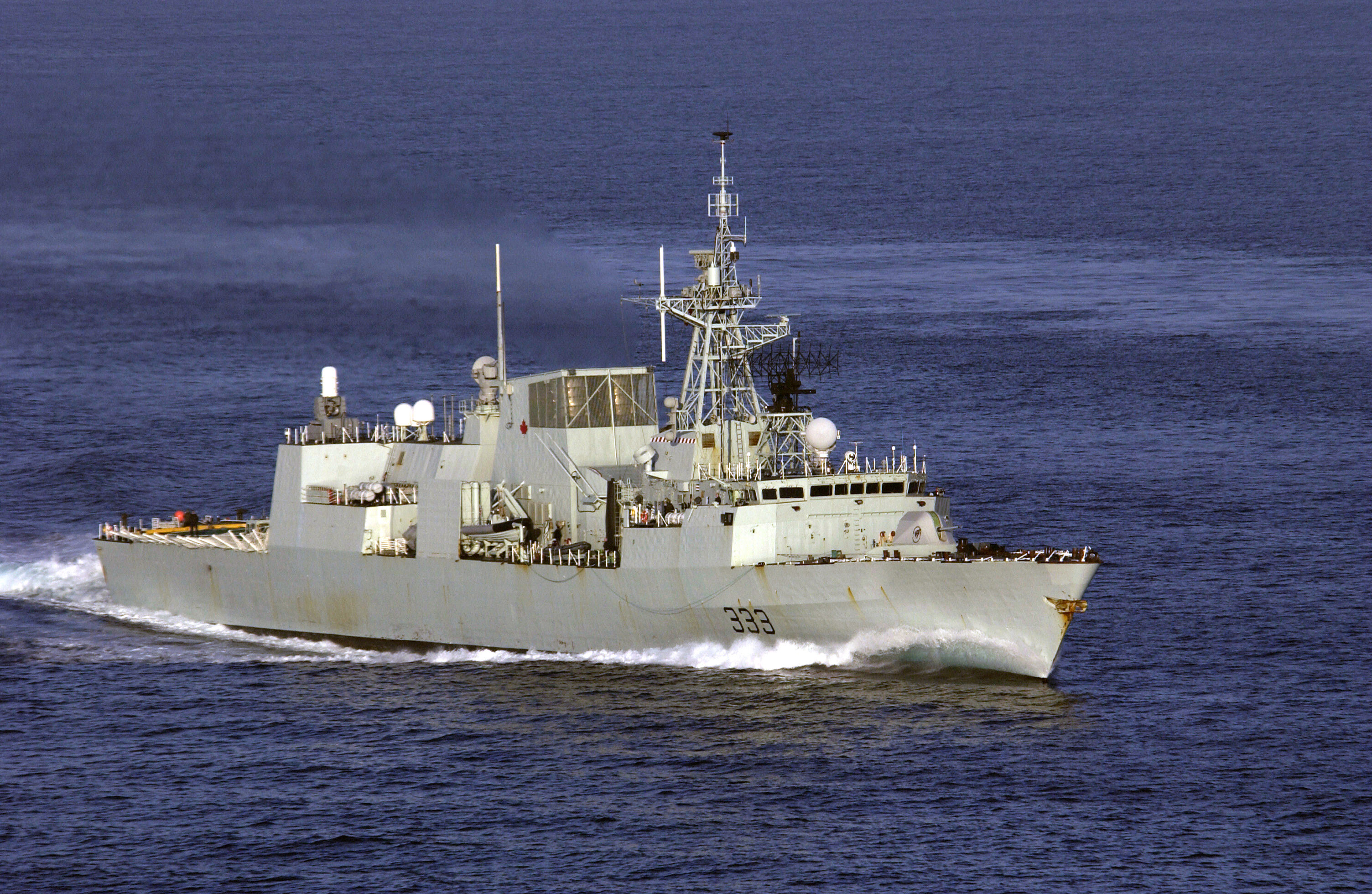
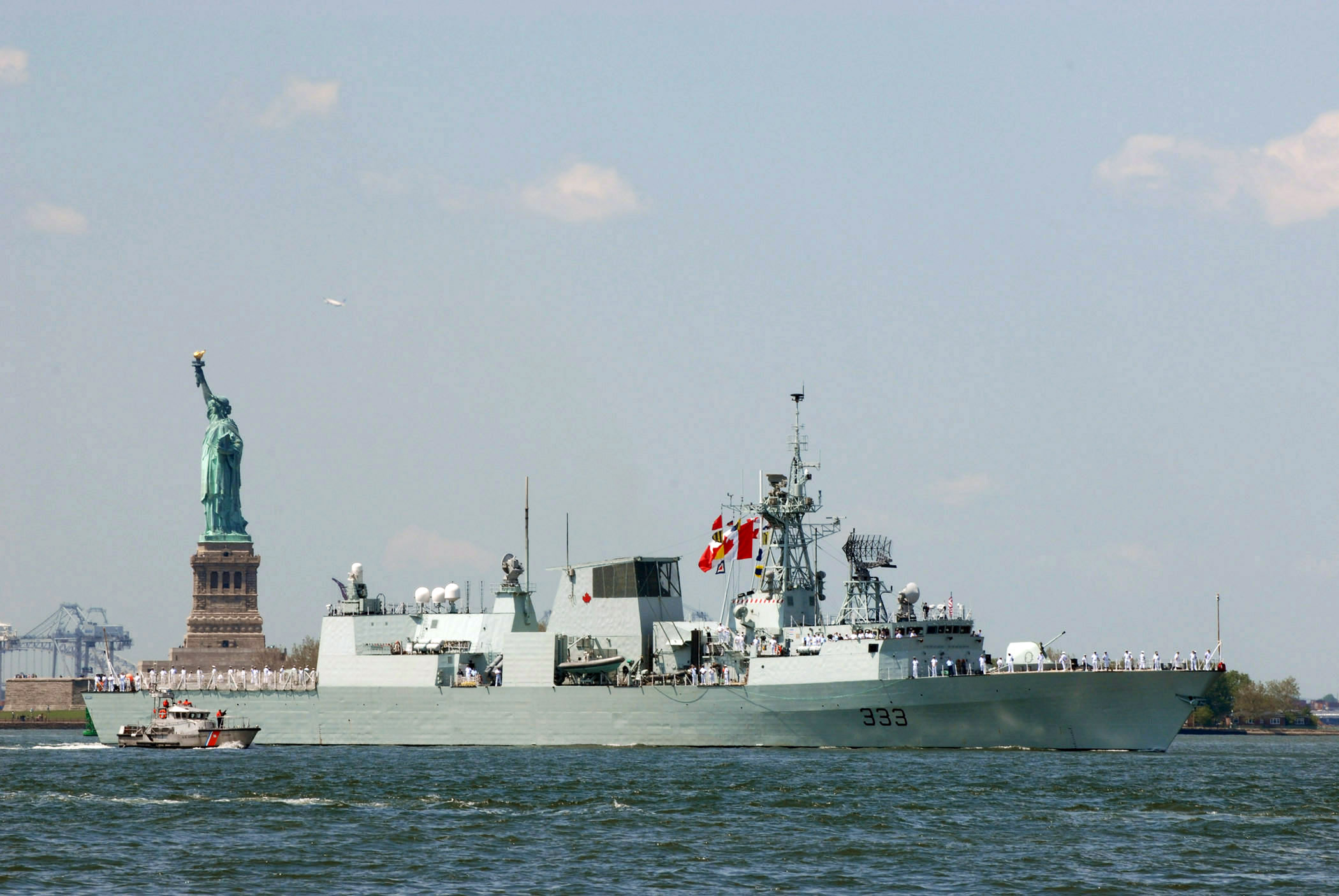
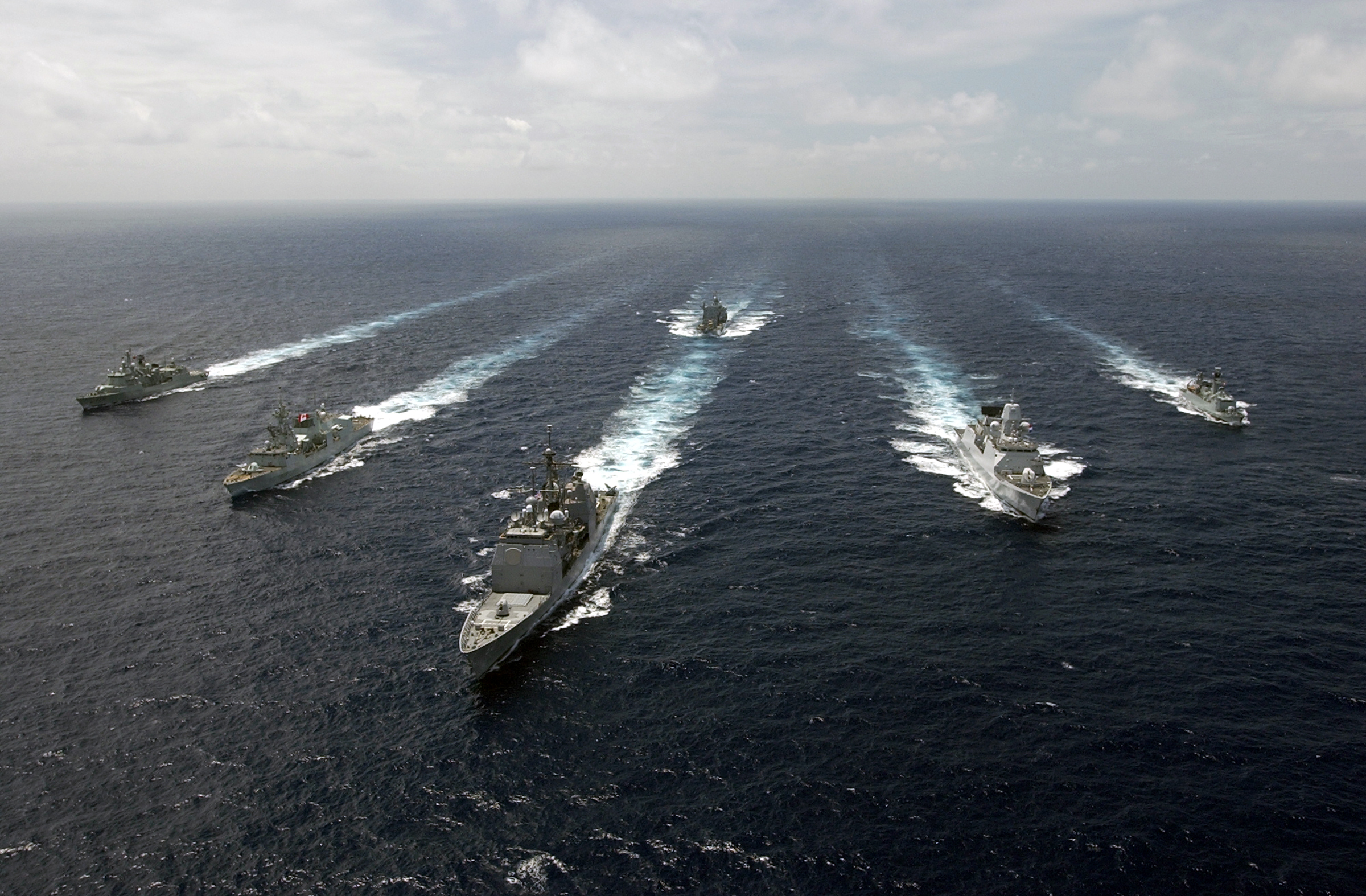
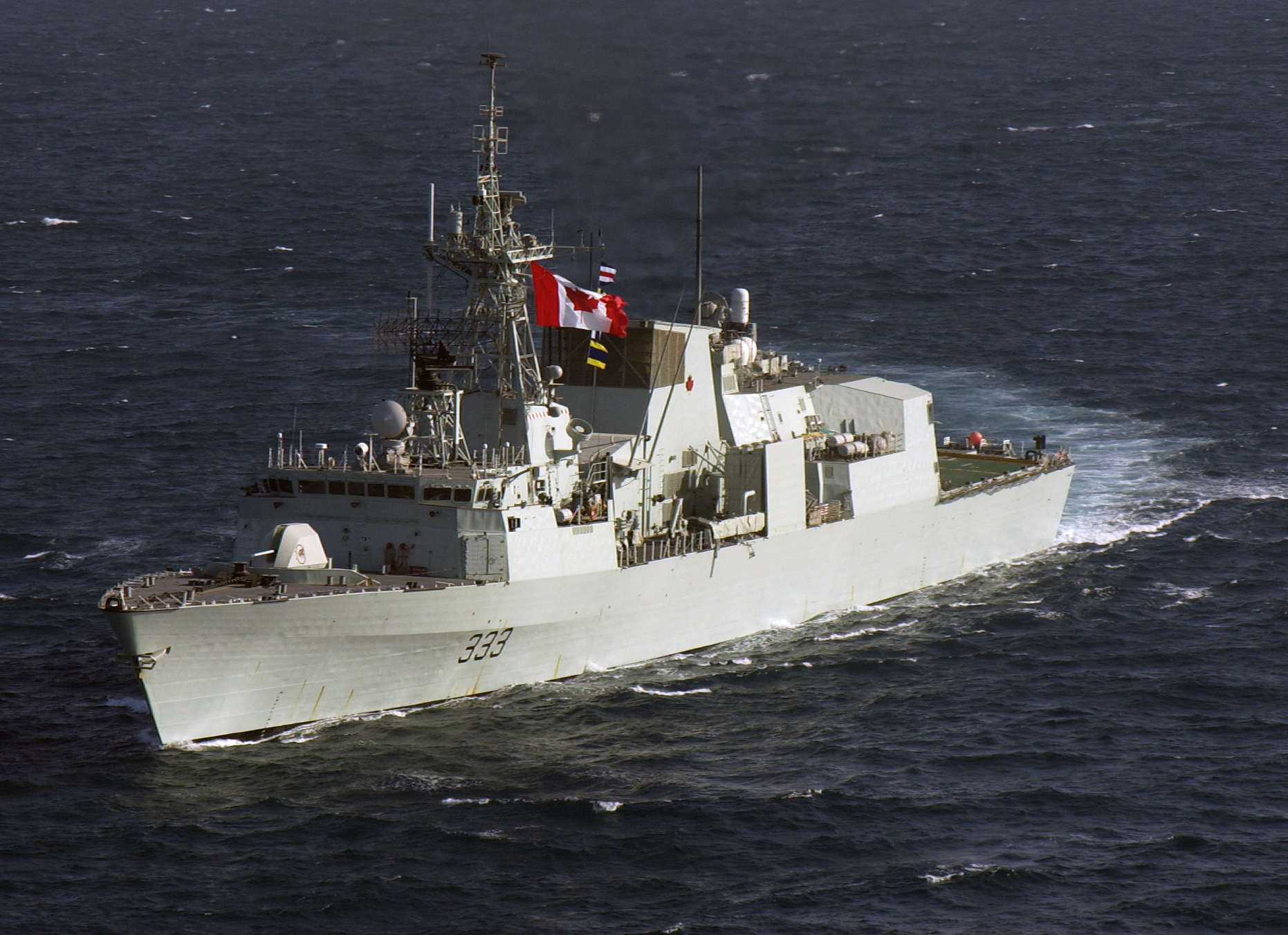

## Зовнішні посилання
- HMCS Toronto (FFH 333) - офіційний сайт [Архівовано 29 березня 2019 у Wayback Machine.]